# Малолисовецька сільська рада
Малолисовецька сільська рада — колишній орган місцевого самоврядування у Сквирському районі Київської області з адміністративним центром у с. Малі Лисівці.

## Населені пункти
Сільській раді підпорядковані населені пункти:
- с. Малі Лисівці
- с. Миньківці

## Склад ради
Рада складалася з 16 депутатів та голови.

### Керівний склад ради
| ПІБ                     | Основні відомості                                                 | Дата обрання | Дата звільнення |
| ----------------------- | ----------------------------------------------------------------- | ------------ | --------------- |
| Грищенко Ганна Іванівна | Сільський голова, 1975 року народження, освіта, позапартійна      | 26.03.2006   | 31.10.2010      |
| Грищенко Ганна Іванівна | Сільський голова, 1975 року народження, освіта вища, позапартійна | 31.10.2010   |                 |

Примітка: таблиця складена за даними джерела